# Chris Evans
Christopher Robert Evans (Boston, 13 de junho de 1981) é um ator estadunidense. Começou sua carreira na série de televisão Opposite Sex (2000), e desde então apareceu em vários filmes, sendo mais conhecido por interpretar o Capitão América no Universo Cinematográfico da Marvel. Além disso, apareceu em obras como Not Another Teen Movie, Sunshine, Scott Pilgrim vs. the World, Gifted e Snowpiercer.
Fez seu primeiro trabalho para uma grande audiência como Johnny Storm / Tocha Humana no filme Quarteto Fantástico (2005) e sua sequência de 2007, papel que lhe rendeu uma indicação ao MTV Movie Awards e ao Teen Choice Awards. Em 2011, alcançou reconhecimento internacional após sua interpretação como Capitão América nos filmes da Marvel. Desde 2016, é um dos atores de maior bilheteria de todos os tempos na América do Norte, com seus filmes fazendo mais de 2,4 bilhões de dólares.

## Biografia
Evans nasceu em Boston, Massachusetts, e foi criado na cidade de Sudbury. Sua mãe, Lisa Marie (nascida Capuano), é diretora artística do Concord Youth Theatre, e seu pai, G. Robert Evans III, é dentista. Sua mãe é descendente de italianos e irlandeses, enquanto o pai tem ascendência britânica e alemã. Seus pais divorciaram-se em 1999.
Tem uma irmã mais velha chamada Carly, um irmão mais novo chamado Scott e uma irmã mais nova chamada Shanna. Carly é graduada pela Tisch School of the Arts da Universidade de Nova York e professora de teatro e teatro do ensino médio na Lincoln-Sudbury Regional High School, enquanto Scott é ator e esteve no elenco da telenovela da ABC One Life to Live. Ele e seus irmãos foram criados como católicos, entretanto Evans expressou visões panteístas. e um grande interesse nas filosofias do budismo. O tio deles, Mike Capuano, representava o mesmo distrito do Congresso de Massachusetts, anteriormente representado por Tip O'Neill. Ele também tem três irmãos mais novos do segundo casamento de seu pai.
Evans concluiu o ensino médio na Lincoln-Sudbury Regional High School. Mudou-se para Nova York e teve aulas no Lee Strasberg Theatre and Film Institute.

## Carreira

### 1997—2010: Começo e primeiros papeis principais
A primeira aparição creditada de Evans foi em um pequeno vídeo educacional intitulado Biodiversity: Wild About Life! em 1997. Em 1999, Evans era "Tyler" no jogo de tabuleiro da Hasbro, Mystery Date. A versão de 1999 do jogo inclui um "telefone falante eletrônico" para marcar "encontros." Chris Evans está na caixa usando o telefone como "Tyler", o encontro da "praia".
Depois de filmar Not Another Teen Movie, Evans conseguiu papéis principais em The Perfect Score e Cellular, em seguida, atuou em dois filmes independentes em Chicago: Fierce People, de Dirk Wittenborn, interpretando o sinistro Bryce, e em London, como um usuário de drogas com problemas de relacionamento. Em seguida, interpretou o super-herói Johnny Storm, conhecido como o Tocha Humana, na adaptação 2005 dos quadrinhos Quarteto Fantástico e reprisou o papel em 2007 na sequência Quarteto Fantástico e o Surfista Prateado. Naquele ano, estrelou como o engenheiro-astronauta Mace no filme de ficção científica de Danny Boyle chamado, Sunshine.
Em 2008, apareceu em Os Reis da Rua, coestrelado por Keanu Reeves, e a adaptação do roteiro de Tennessee Williams, The Loss of a Teardrop Diamond, ao lado de Bryce Dallas Howard e Ellen Burstyn. No ano seguinte, apareceu no thriller de ficção científica Push, com Dakota Fanning e Camilla Belle. Evans realizou suas próprias cenas de luta, que levou semanas para serem filmadas. Feriu-se durante as filmagens. Também nesse ano, ficou na posição 474 no ranking da Forbes, com base no desempenho da bilheteria global dos filmes.
Em 2010, ele completou as gravações do filme de Adam Kassen chamado Puncture, em que foi codiretor juntamente com Mark Kassen. O obra foi filmada em Houston, Texas e foi selecionada para estreia no Festival de Cinema de Tribeca em 2011 como um dos projetos de destaque para o 10.º aniversário do festival. No mesmo ano, Evans integrou o elenco do longa-metragem de Sylvain White chamado Os Perdedores, uma adaptação da série de quadrinhos que leva o selo da Vertigo da DC Comics. O ator, posteriormente, atuou noutra adaptação de quadrinhos, de Edgar Wright, Scott Pilgrim contra o Mundo, onde interpretou Lucas Lee.

### 2011—2017: Ascensão, Capitão América e estreia como diretor
Evans interpretou o papel de Capitão América no filme Capitão América: O Primeiro Vingador, e estrelou o filme What's Your Number?, uma comédia romântica coestrelada por Anna Faris. Inicialmente houve conflitos de programação, porque ambos os filmes foram definidos para ser lançados no verão de 2010. O ator assinou contrato com a Marvel Studios para atuar em vários filmes como Capitão América, e reprisou o papel no filme The Avengers de 2012. Em seguida, atuou ao lado de Michael Shannon em The Iceman, substituindo James Franco, que havia abandonado o filme. Ele usou uma peruca longa e deixou a barba crescer para o papel. Posteriormente apareceu no filme Snowpiercer, do diretor sul-coreano Joon-ho Bong. Com a atriz Evan Rachel Wood, faz parte da campanha publicitária para o perfume da Gucci chamado Guilty e a colônia chamada Guilty pour Homme.
Em 2014, protagonizou Captain America: The Winter Soldier, ao lado de Sebastian Stan, Scarlett Johansson, Samuel L. Jackson e Robert Redford, que teve uma recepção crítica melhor que seu anterior. Atuou ao lado de Michelle Monaghan na comédia romântica Playing It Cool. Fez sua estreia como diretor em Before We Go, que estreou no Festival Internacional de Cinema de Toronto em 2014.
Em 2015, interpretou o Capitão América novamente em Avengers: Age of Ultron e reprisou o papel na sequência de 2016 Capitão América: Guerra Civil, bem como em Avengers: Infinity War de 2018 e sua sequência de 2019, Avengers: Endgame. Evans disse em março de 2014 que, uma vez terminado o contrato com a Marvel, pode considerar atuar menos para poder trabalhar mais na direção. Em setembro de 2015, afirmou que estaria disposto a assinar mais filmes como Capitão América após a Infinity War, se a Marvel quisesse estender seu contrato. No entanto, posteriormente, ele informou que Avengers: Endgame seria sua última vez no papel de Capitão América.

### 2017—presente: trabalhos pós era Marvel

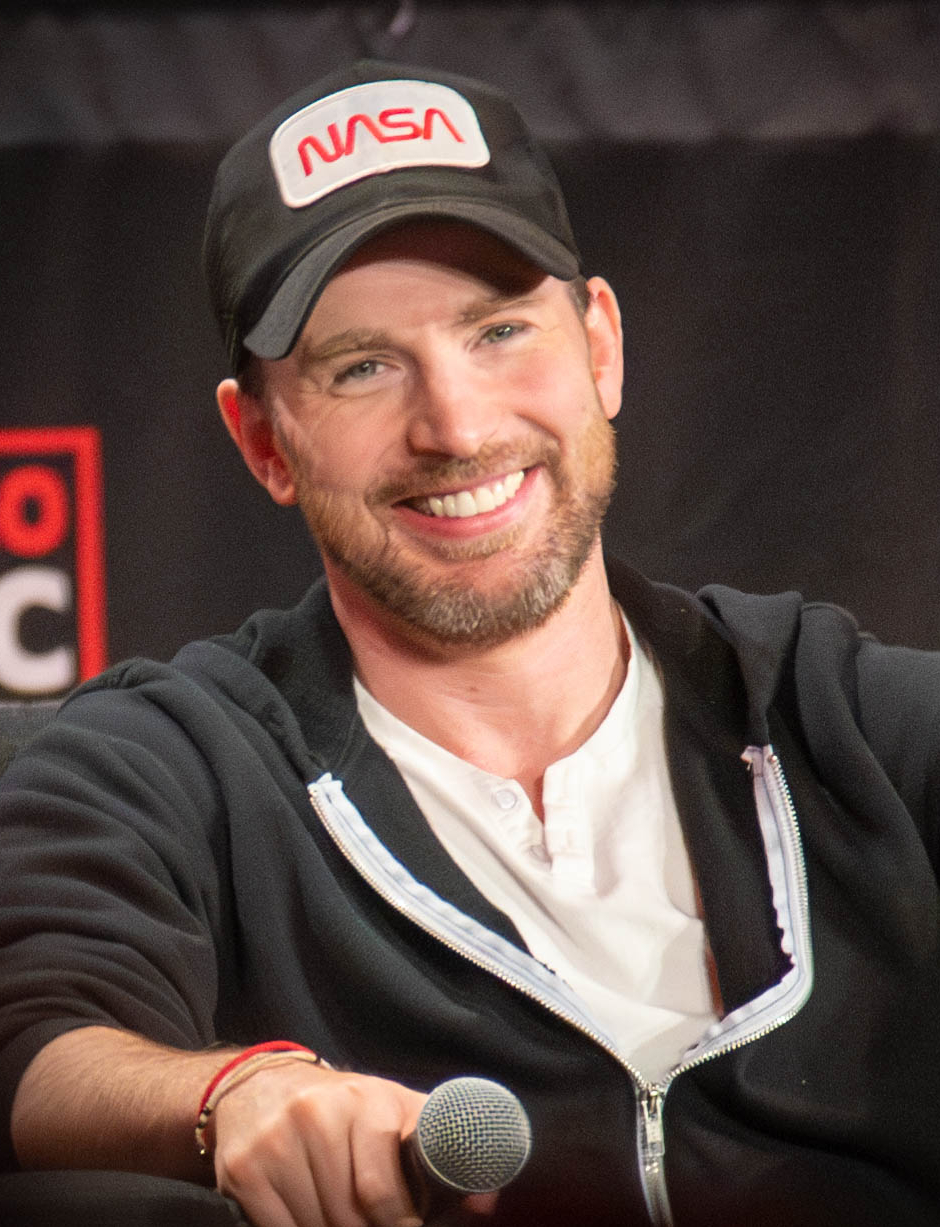
Evans em 2023

Em 2017, Evans protagonizou o drama da família Gifted. Além disso, o ator estreou no Teatro da Broadway em Lobby Hero, dirigido por Trip Cullman, que estreou em março de 2018 no Helen Hayes Theatre.
Em 2019, Evans interpretou o papel principal de um agente israelense da Mossad no thriller da Netflix The Red Sea Diving Resort. No final do mesmo ano, estrelou o filme de mistério de assassinato Knives Out, que foi lançado em novembro de 2019 e recebeu críticas positivas. O ator estivera cotado para atuar no filme de ficção científica Infinite, entretanto teve que declinar o projeto devido a problemas para conciliar a agenda. Protagonizou a minissérie Defending Jacob no papel de Andy Barber. A série de drama criminal foi lançada em 24 de abril de 2020, tendo sido produzida e distribuída pela Apple TV+.
Em 2021, Evans fez aparições não creditadas em Free Guy e Don't Look Up. No ano seguinte, dublará a voz do personagem Buzz Lightyear no filme de animação Lightyear. Em 2022, Evans estrelará o filme de ação e suspense da Netflix, The Gray Man, uma adaptação cinematográfica do romance de 2009 de mesmo nome dirigido por Anthony e Joe Russo.
Em 2024, Evans fez sua última estreia em um filme da Marvel como Johnny Storm / Tocha Humana, no filme Deadpool & Wolverine.

## Filmografia
Evans iniciou carreira em 1997. Sua filmografia inclui mais de 30 filmes, papéis em séries de televisão, também tendo atuado como narrador em algumas ocasiões. O ator também deu voz a personagens de jogos eletrônicos e atuou em peças teatrais entre outros trabalhos.

## Teatro
| Ano  | Título     | Papel    | Local                            | Nota(s)            | Ref.                 |
| ---- | ---------- | -------- | -------------------------------- | ------------------ | -------------------- |
| 2017 | Our Town   | Mr. Webb | Teatro da Fox (Atlanta)          | Evento beneficente | [ 69 ]               |
| 2018 | Lobby Hero | Bill     | Teatro Hayes (Midtown Manhattan) |                    | [ 67 ] [ 68 ] [ 70 ] |

## Vida pessoal
Evans é um torcedor do New England Patriots e narrou o America's Game: The Story of the 2014 New England Patriots e o America's Game: 2016 Patriots.
Durante as filmagens de Gifted, em 2015, Evans adotou um cachorro chamado Dodger de um abrigo de animais local em que parte do filme foi gravado.
Evans manteve um relacionamento por cinco anos com a também atriz Jessica Biel após conhecerem-se nos estúdios de gravação de London em 2005. Também se relacionou com as atrizes Minka Kelly e Jenny Slate.
Em Fevereiro de 2020, Evans revelou ter enfrentado problemas de saúde mental, como ansiedade e depressão, antes de assinar o longo contrato para interpretar Capitão América no Universo Cinematográfico Marvel. Aquela quantidade de tempo e nível de comprometimento lhe era inteiramente nova. À época havia poucas grandes franquias que solicitavam a um ator que assinasse um contrato dessa magnitude. Evans tinha preocupações em interpretar um personagem tão importante e precisou procurar um terapeuta quando estava prestes a recusar o papel. Teve que lidar com os transtornos ao longo das gravações igualmente.
Evans casou-se com a atriz portuguesa Alba Baptista em 9 de setembro de 2023, em uma cerimônia privada em casa em Cape Cod em Massachusetts.

### Visões políticas
Evans apoiou a campanha de Hillary Clinton na eleição presidencial de 2016 e tem criticado o presidente Donald Trump.
Depois que o Alabama promulgou a Lei de Proteção à Vida Humana em maio de 2019, que impõe uma proibição quase total do aborto no estado, Evans chamou o projeto de “absolutamente inacreditável” e continuou escrevendo: “Se não estás preocupado com Roe contra Wade, não estás prestando atenção.”
Em julho de 2020, Evans lançou A Starting Point, um endereço eletrônico que apresenta “os pontos de vista democrata e republicano em dezenas de questões no cenário político.” A intenção do ator é envolver as pessoas comuns na política americana e criar, segundo ele, “cidadãos informados, responsáveis e empáticos”. O site é co-fundado por Evans com o ator Mark Kassen e a empresária Joe Kiani.

## Prêmios e indicações
| Ano  | Indicação                                 | Premiação | Resultado |
| ---- | ----------------------------------------- | --- | --------- |
| 2005 | Fantastic Four                            | MTV Movie Award for Best On-Screen Team | Indicado  |
| 2007 | Fantastic Four: Rise of the Silver Surfer | Teen Choice Award for Choice Movie Actor: Action Adventure                                                                                       | Indicado  |
| 2007 | Fantastic Four: Rise of the Silver Surfer | Teen Choice Award for Choice Movie: Rumble | Indicado  |
| 2011 | Captain America: The First Avenger        | Scream Awards Best Superhero | Venceu    |
| 2011 | Captain America: The First Avenger        | Saturn Award for Best Actor | Indicado  |
| 2011 | Captain America: The First Avenger        | People's Choice Award for Favorite Movie Superhero                                                                                               | Indicado  |
| 2011 | Captain America: The First Avenger        | MTV Movie Award for Best Hero | Indicado  |
| 2011 | Captain America: The First Avenger        | Teen Choice Award for Choice Movie: Fight | Indicado  |
| 2011 | Captain America: The First Avenger        | Teen Choice Award for Choice Summer Movie Star: Male                                                                                             | Indicado  |
| 2012 | The Avengers                              | Teen Choice Award for Choice Movie: Male Scene Stealer                                                                                           | Indicado  |
| 2013 | The Avengers                              | People's Choice Award for Favorite Action Movie Star                                                                                             | Indicado  |
| 2013 | The Avengers                              | Peoples Choice Award for Favorite Movie Superhero                                                                                                | Indicado  |
| 2013 | The Avengers                              | MTV Movie Award Movie of the Year (junto com o elenco)                                                                                           | Venceu    |
| 2013 | The Avengers                              | MTV Movie Award for Best Fight (junto com Robert Downey, Jr., Mark Ruffalo, Chris Hemsworth, Scarlett Johansson, Jeremy Renner e Tom Hiddleston) | Venceu    |
| 2014 | Captain America: The Winter Soldier       | Teen Choice Award for Choice Movie Actor: Sci-Fi/Fantasy                                                                                         | Indicado  |
| 2014 | Captain America: The Winter Soldier       | Critics' Choice Movie Award for Best Actor in an Action Movie                                                                                    | Indicado  |
| 2015 | Captain America: The Winter Soldier       | People's Choice Award for Favorite Action Movie Actor                                                                                            | Venceu    |
| 2015 | Captain America: The Winter Soldier       | People's Choice Award for Favorite Movie Duo (com Scarlett Johansson)                                                                            | Indicado  |
| 2016 | Avengers: Age of Ultron                   | Kids' Choice Awards for Actor Favorite Movies | Venceu    |
| 2016 | Avengers: Age of Ultron                   | MTV Movie Award for Best Hero | Indicado  |